# Hendrik de Iongh
Hendrik de Iongh (ur. 4 sierpnia 1877 w Dordrechcie, zm. 9 sierpnia 1962 w Hadze) – holenderski generał i szermierz, brązowy medalista olimpijski.
De Iongh kwalifikację olimpijską zdobył startując w Królewskim Oficerskim Klubie Szermierczym (Koninklijke Officiers Schermbond) w Hadze. W 1912 roku wystartował na igrzyskach olimpijskich w Sztokholmie, gdzie wziął udział w dwóch konkurencjach indywidualnych i w jednej drużynowej. W indywidualnym turnieju szpadzistów doszedł do rundy ćwierćfinałowej, podobnie jak w turnieju szablistów, z którego jednak wycofał się. W drużynowej rywalizacji szablistów Holendrzy w składzie: Jetze Doorman, Dirk Scalongne, Adrianus de Jong, Willem van Blijenburgh, Hendrik de Iongh i George van Rossem zajęli trzecie miejsce.
Nie zdobył medalu mistrzostw świata.
W 1894 wstąpił do Koninklijke Landmacht. Jako podporucznik walczył w I wojnie światowej, w jej trakcie awansując na kapitana. Następnie, już jako generał porucznik, brał udział w II wojnie światowej. W stan spoczynku przeszedł w 1953 w stopniu generała majora. Odznaczony między innymi Orderem Korony (1918), Orderem Palm Akademickich (1922), Orderem Oranje-Nassau (1924), Orderem Miecza (1925) i Orderem Lwa Niderlandzkiego (1936).